# Mario, Maria et Mario
Pour plus de détails, voir Fiche technique et Distribution.
Mario, Maria et Mario (Mario, Maria e Mario) est un film italien réalisé par Ettore Scola, sorti en 1993 en Italie.

## Synopsis
Mario travaille comme metteur en page au journal du Parti communiste italien « L'Unità », et son épouse Maria comme pharmacienne. Le couple, qui s'est formé depuis une dizaine d'années, a deux enfants et traverse une période de crise due surtout à des motifs politiques. En effet, la Parti communiste cherche sa voie et deux courants s'affrontent, celui de Achille Occhetto (soutenu par Mario) et celui de Pietro Ingrao (soutenu par Maria). Dans la section PCI où ils sont inscrits, il y a un autre «  Mario », un jeune technicien originaire du Sud Italie et lui aussi du côté de Ingrao. Entre les deux, l'entente se change en relation et le couple se sépare. Cette séparation est néanmoins de courte durée et finalement Maria rejoint son « premier Mario ».

## Fiche technique
- Titre : Mario, Maria et Mario
- Titre original : Mario, Maria e Mario
- Réalisation : Ettore Scola
- Scénario : Ettore Scola et Silvia Scola
- Production : Franco Committeri	et Luciano Ricceri
- Maison de production :
- Musique : Armando Trovajoli
- Photographie : Luciano Tovoli
- Scénographie : Ezio Di Monte
- Montage : Raimondo Crociani
- Costumes : Elisabetta Montaldo
- Pays d'origine : Italie et France
- Format : Couleurs - Formats de projection
- Genre : Comédie dramatique
- Durée : 102 minutes
- Date de sortie : 1993
  -  Italie : 5 février 1993

## Distribution
- Giulio Scarpati : Mario Boschi
- Valeria Cavalli :	Maria Boschi
- Enrico Lo Verso :	Mario Della Rocca
- Laura Betti : Laura
- Willer Bordon : Mingardi